# (4041) Miyamotoyohko
(4041) Miyamotoyohko est un astéroïde de la ceinture principale.

## Description
(4041) Miyamotoyohko est un astéroïde de la ceinture principale. Il fut découvert le 19 février 1988 à Chiyoda par Takuo Kojima. Il présente une orbite caractérisée par un demi-grand axe de 3,01 UA, une excentricité de 0,05 et une inclinaison de 11,2° par rapport à l'écliptique.

## Compléments